# Pieter de Carpentier
Pieter de Carpentier, né le 19 février 1586 à Anvers (Provinces-Unies) et mort le 5 septembre 1659 à Amsterdam, est un administrateur flamand. 

## Biographie
Administrateur de la Compagnie des Indes orientales, il a servi comme gouverneur général des Indes orientales néerlandaises de 1623 à 1627. 
Le golfe de Carpentarie, découvert par Jan Carstenszoon, a été nommé en son honneur. Il participa à la prise de Jayakarta et à la construction de la ville de Batavia, installant un hôtel de ville, une école et un orphelinat.